# محمد بن بركات السعيدي
أبو عبد الله محمد بن بركات بن هلال بن عبد الواحد السعيدي المصري شيخ وعلامة بارع، يُعد شيخ العربية واللغة والأدب في عصره في مصر.
ولد في شهر محرم سنة 420 هـ. سمع في صباه من مسند مصر أبي عبد الله بن نظيف الفراء، وقد سمع في الكبر من: القاضي أبي عبد الله القضاعي، وعبد العزيز بن الحسن الضراب، وكريمة المروزية، فجاور مكة وسمع منها صحيح البخاري. حدث عنه: السلفي، والشريف أبو الفتوح الخطيب، وإسماعيل بن علي النحوي، ومنجب المرشدي، وأبو القاسم هبة الله البوصيري وآخرون.
أرخ السلفي مولده وقال: «كان شيخ مصر في عصره في اللغة». ذكره العماد الكاتب فقال: عمل في مسافر العطار:

## مؤلفاته
- الإيجاز في معرفة ما في القرآن من منسوخ وناسخ.[2][3]

## وفاته
توفي في شهر ربيع الآخر سنة 520 هـ ،وله مائة سنة وثلاثة أشهر.